# Pleospora bardanae
Pleospora bardanae är en svampart som beskrevs av Niessl 1876. Pleospora bardanae ingår i släktet Pleospora och familjen Pleosporaceae.   Inga underarter finns listade i Catalogue of Life.